# Viktor Nekrasov

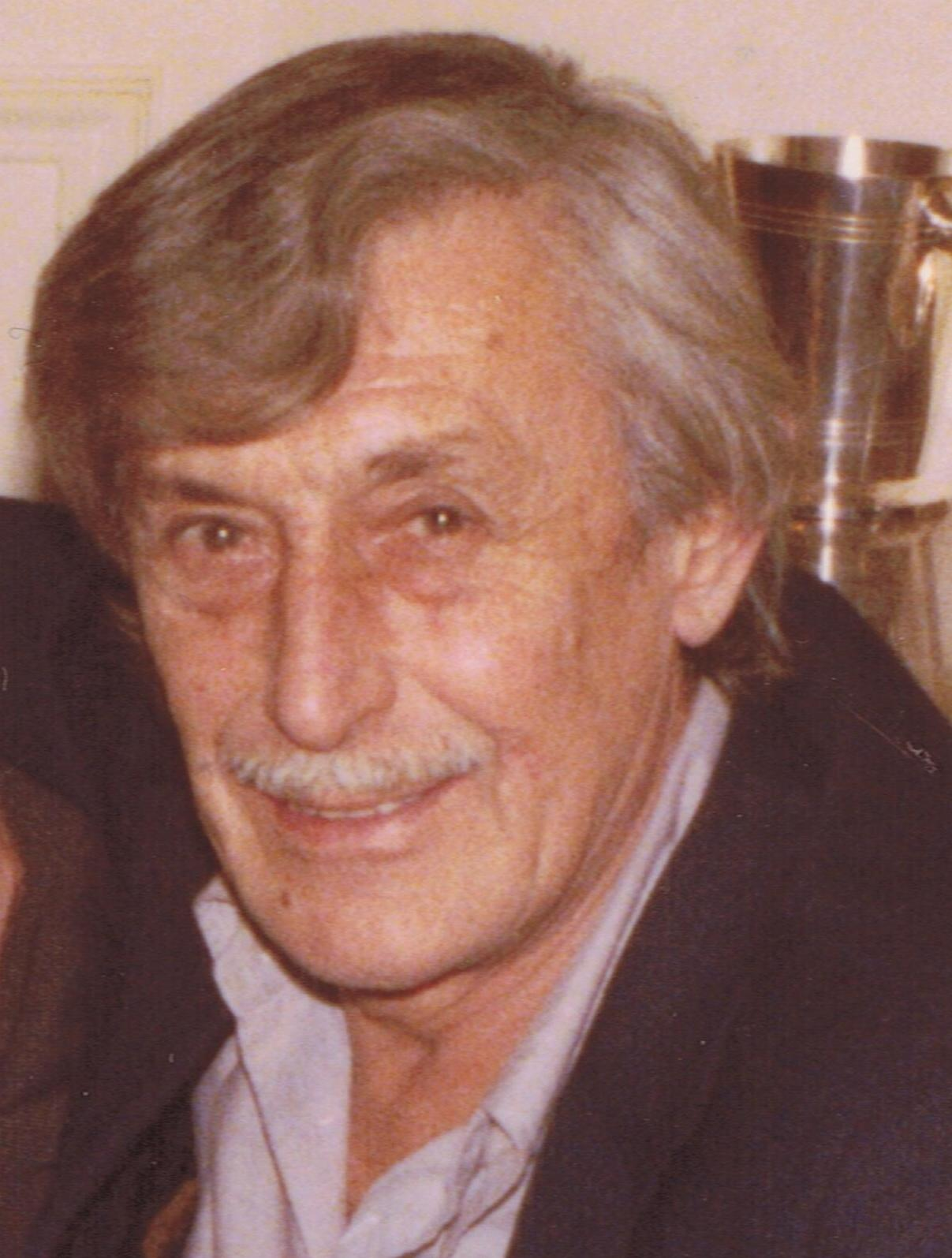
Viktor Nekrasov, 1978.

Viktor Platonovitsj Nekrasov (Russisch: Виктор Платонович Некрасов) (Kiev, 17 juni 1911 – Parijs, 3 september 1987) was een Russisch schrijver en journalist.

## Leven en werk
Nekrasov studeerde architectuur in Kiev en werkte begin jaren veertig aldaar als decorontwerper in het “Russische Drama Theater”. Tijdens de Tweede Wereldoorlog vocht hij in het Rode leger en nam deel aan de Slag om Stalingrad. Na de Tweede Wereldoorlog werd hij journalist en schrijver.
Nekrasov werd vooral bekend door zijn (in 1963 in het Nederlands vertaalde) klassieker In de loopgraven van Stalingrad (1946), het eerste literaire werk over de slag, waarvoor hij in 1947 de Stalinprijs kreeg. Nekrasov beschrijft in dit boek een gezichtsveld van 600 meter frontlijn, waarop zijn helden gedwongen worden te leven met de aangelegenheden en zorgen van hun bataljon. Nekrasov is vooral geboeid door de tragiek van de individuele mensen en hun reactie op het fenomeen oorlog. Oorlogsstrategische aspecten van de beschreven gebeurtenissen spelen een ondergeschikte rol.
Na de dood van Stalin in 1953, tijdens de ‘dooi’, schreef Nekrasov een aantal opmerkelijk open- en anti-Stalinistische romans, zoals In mijn thuisstad (1954) en Kira Georgievna (1961). Zijn na een reis naar Italië en later de Verenigde Staten geschreven reisschetsen Aan weerszijden van de oceaan (1962) werd in 1963 echter verboden. 
Vanwege openlijke kritiek op het Sovjetregime werd Nekrasov in 1973 uit de partij gestoten. In 1974 emigreerde hij naar Frankrijk, waar hij redacteur werd bij het emigrantentijdschrift “Kontinent” en zijn emigrantenroman De drie musketiers van Leningrad schreef, welke in diverse Westerse landen werd vertaald.